# James Gurney
James Gurney (1958) é um ilustrador estadunidense, notório por seus trabalhos realizados para a série Dinotopia.